# Фаренхорст, Франк
Франк Фа́ренхорст (нем. Frank Fahrenhorst; род. 24 сентября 1977, Камен, Северный Рейн-Вестфалия) — немецкий футбольный тренер и футболист, игравший на позиции защитника.

## Карьера

### Клубная
Фаренхорст начал карьеру в «Бохуме» в 1996 году и провёл восемь лет в этом клубе.
Летом 2004 года он перешёл в «Вердер», который тогда стал чемпионом. За два года Фаренхорст не выиграл с клубом ни одного трофея, однако сыграл в восьми матчах Лиги чемпионов.
9 августа 2006 года он перешёл в «Ганновер» как часть трансфера Пера Мертезакера, который двинулся в обратном направлении.
27 сентября 2008 года на стадионе «ХДИ-Арена» был запланирован матч шестого тура чемпионата Германии 2008/09 между «Ганновером» и «Баварией». Фаренхорсту было разрешено отлучится из команды из-за родов жены. Однако незадолго до начала матча Иржи Штайнер случайно травмировал Марио Эггиманна на тренировке. Из-за его травмы Фаренхорст был срочно вызван в команду, отыграл весь матч на позиции центрального защитника и помог своей команде обыграть «Баварию» (1:0). 22 апреля 2009 года было объявлено, что Фаренхорст не будет продлевать контракт с клубом.
30 июня 2009 года он перешёл в «Дуйсбург», подписав контракт на два года, но 14 августа 2010 года клуб расторг с ним договор. Спустя три дня Фаренхорст подписал двухлетний контракт с «Шальке 04», где выступал за резервную команду. По окончании сезона 2011/12 Фаренхорст завершил карьеру.

### В сборной
Фаренхорст дважды сыграл за сборную Германию. 18 августа 2004 года он дебютировал в матче против сборной Австрии, а месяц спустя принял участие в товарищеском матче против сборной Бразилии.

### Тренерская
1 июля 2012 года Фаренхорст стал помощником главного тренера «Шальке 04 II» Бернхарда Трареса. 18 января 2013 года Фаренхорст был назначен главным тренером юношеской команды «Шальке» до 17 лет. Летом 2013 года он возглавил юношескую команду «Шальке» до 16 лет.
В марте 2015 года Фаренхорст получил тренерскую лицензию от DFB, а летом снова возглавил команду «Шальке» до 17 лет, с которой проработал пять лет.
Летом 2020 года Фаренхорст стал главным тренером команды «Штутгарт II».